# NGC 3583
NGC 3583 је спирална галаксија у сазвежђу Велики медвед која се налази на NGC листи објеката дубоког неба.
Деклинација објекта је + 48° 19' 6" а ректасцензија 11h 14m 11,0s. Привидна величина (магнитуда) објекта NGC 3583 износи 11,2 а фотографска магнитуда 12,0. Налази се на удаљености од 32,800 милиона парсека од Сунца. NGC 3583 је још познат и под ознакама UGC 6263, MCG 8-21-8, CGCG 242-12, IRAS 11113+4835, PGC 34232.